# Tadano
Tadano (株式会社タダノ Kabushiki-gaisha Tadano) (TYO: 6395
) er en japansk producent af kraner og lifte.
Masuo Tadano etablerede Tadano i 1948.